# Seth Kane Kwei
Seth Kane Kwei (Teshie, 1922 – Teshie, 1992) è stato uno scultore ghanese.

## Biografia e carriera
Kane Kwei ha otto anni quando lascia Teshie, un villaggio di pescatori nella periferia di Accra per andare ad Asamankese in una delle fattorie del suo clan. Ritorna a Teshie a quattordici anni e vi si stabilisce con il suo fratello maggiore, Kane Adjetei che gli insegna carpenteria per 6 anni. 
Kane Kwei mostra scarso interesse nella produzione di mobili e coperture, ma dimostra grande talento nella produzione di sculture in legno, che realizza con piacere e con minimo sforzo ed uso di attrezzi. Nel 1937, Kane Kwei intraprende il viaggio, che significava la fine della sua formazione. 
Lavora per circa dieci anni nelle foreste Ashanti nel centro del paese, dove ha modo di conoscere i diversi tipi di bosco e le loro caratteristiche.
Nel 1951 Kane Kwei apre la sua bottega nella parte vecchia di Teshi.
Costruisce la sua prima bara decorata nella forma di una canoa, per uno dei suoi zii, un pescatore che ha flottiglia di sua proprietà. Si dedica da allora all'arte funeraria e lavora quasi esclusivamente per gli anziani del suo clan.
Un'altra forma popolare per le bare è quella di una Mercedes Benz bianca: originariamente concepita come una bara per un proprietario di una flotta di taxi, il modello è utilizzato anche per altri clienti facoltosi. Kane Kwei inizia a riprodurre i simboli del successo terreno e lo status sociale che il Ga gli chiede. Da allora, le famiglie più ricche cominciano a seppellire i loro morti nelle bare delle forme più svariate.
Queste bare onorano i morti e mostrano i loro successi e quelli dei loro clan. Enormi somme di denaro vengono spese su di loro e sono scelti dal defunto famigliare più spesso in base alla loro provenienza sociale o la loro professione.  Tuttavia, Kane Kwei ha anche lavorato gratuitamente per i clienti più occidentali, creando sculture che non sono destinati ad uso funerario.
Un leone di un capo tradizionale, bara a forma di cipolla per uno degli anziani del villaggio che aveva fatto fortuna in coltivazione della cipolla, case, scarpe, utensili, ha costantemente migliorato la sua tecnica come scultore e pittore, e si rivelò opere che erano realistici, colorate e altamente qualificate.
Il mercante d'arte Vivian Burns ha introdotto le sue opere al pubblico americano nel 1974. Nel corso degli ultimi 30 anni le sue sculture e quelli della sua bottega hanno apportato un contributo originale alla tradizione dei culti funerari in Africa occidentale, inoltre sono stati raccolti ed esposti a livello internazionale.
Dopo la morte di Seth Kane Kwei, Sowah suo figlio ha assunto la gestione del workshop. Poi viene la volta del figlio Cedi sua e dal 2005 del suo piccolo figlio Eric Adjetey Anang.

## Mostre

### Mostre personali
- Kane Kwei, MAMCO, Geneva, 1998.
- Wie das Leben, so der Sarg...Nam June Paik, Ifa Gallery, Bonn & Stuttgart, 1997.

### Mostre collettive
- Arts of Africa, Grimaldi Forum, Monaco - Francia, 2005.
- African Art Now: Masterpieces from the Jean Pigozzi Collection, Museum of Fine Art Houston, Houston, 2005.
- Ghana: hier et aujourd'hui, Musée Dapper, Parigi, 2003.
- AFRICA Vibrant New Art from a Dynamic Continent, Tobu Museum of Art, Tokyo, 1998.
- Neue Kunst aus Africa, Haus der Kulturen der Welt, Berlino, 1996.
- Design im Wandel, Herausgegeben von Alessandro Mendini ÛBERSEE Museum, Bremen, 1996.
- Skissen eines Projektes, AUSSTELLUNG Auf der Suche: Afrika, Afrika Im Ludwig Forum für internationale Kunst Ludwig, 1993.
- Africa Explores: 20th Century African Art, New Museum of Contemporary Art New York, Dallas Museum of Art, Saint Louis Art Museum, Mint Museum of Art.
- Magiciens de la Terre, Georges Pompidou Center, La Grande Halle de la Villette, Parigi, 1989